# Nati Meir
Nati (Natan) Meir (în alfabetul ebraic נתי (נתן) מאיר) (n. 23 mai 1955, Afula, Israel) este un om de afaceri și politician român, de origine israeliană.

## Cariera profesională
S-a născut la data de 23 mai 1955 în orașul Afula din Israel. Părinții săi erau emigranți din România. Mama sa se născuse în orașul Tulcea, iar tatăl său, Iulius Meir, s-a născut în satul Bucium, comuna Valea Ursului (Neamț) în anul 1917, dar a trăit în orașul Roman până la plecarea în Israel.
A absolvit Facultatea de Matematică și Facultatea de Inginerie de Mașini din Beer Șeva (Israel), obținând în anul 1980 diploma de inginer mașini-matematică.
A lucrat ca profesor de matematică și ofițer în armata israeliană. Nati Meir a ieșit pentru prima dată din Israel în anul 1996, când avea 41 de ani. A vizitat mai întâi Germania, iar apoi a revenit în România, unde s-au născut părinții săi.

## Controverse privind afacerile lui Nati Meir în Israel
Prima afacere din Israel a lui Nati Meir a fost în domeniul comerțului cu electrocasnice. Datorită inflației însă, care ajunsese în Israel la 30% pe lună, compania sa a dat faliment.

## Procesele lui Nati Meir în Israel
Între anii 1985 - 1987 Nati Meir a fost găsit culpabil într-o serie de procese cu privire la cazuri de impostură. În ultimul proces, dosarul ת.פ. 177/87  din 3.11.87, la tribunalul din Tel Aviv, Nati Meir a fost găsit vinovat de 80 de cazuri de escrocherie și a fost condamnat la 30 luni de închisoare.
La data 10 Noiembrie 2003, la tribunalul din Haifa, Nati Meir a fost găsit vinovat de escrocherii făcute în anii 1993 - 1995 și falsificări de sentințe date la alte tribunale. Verdictul a fost 36 luni de închisoare cu suspendare și o amendă de un milion de secheli. Nati Meir a făcut apel cu privire la amendă și curtea de apel a micșorat amenda la 500.000 de șekeli .

## Afacerile lui Nati Meir în România
În România a înființat două firme: SC Orwalsam Trading SRL (care se ocupă cu plasarea forței de muncă în Israel, fiind director general al acesteia în perioada 1998-2004) și SC Defense Group SRL (firmă de pază și protecție, fiind președinte al acestei companii între anii 2002-2004). La SC Orwalsam este asociat unic având părți sociale de 200 lei noi, iar la SC Defense Group este asociat cu părți sociale în valoare de 180 lei noi (reprezentând 90% din capitalul social).
De asemenea, Nati Meir este acționar la compania SC Mentonil Traders & Consultants Limited, unde deține 5000 de acțiuni, reprezentând o contribuție de 5000 lire sterline la capitalul social al firmei.
Conform declarației sale de avere publicată pe site-ul Parlamentului, printre proprietățile deținute de Nati Meir în România se numără un apartament de 50 metri pătrați (dobândit în 1998) și o casă de locuit de 302 metri pătrați (dobândită în anul 1999, în coproprietate cu soția sa, Shaham Shifra).
Tot conform declarației proprii de avere, deține 250.000 euro în conturi în România și 1.000.000 euro în conturi în Elveția (la banca Credit Suisse). Contul din Elveția a fost deschis în anul 1998.
În presă și pe site-ul deputatului  - www.natimeir.ro - au apărut informații legate de intenția acestuia de a achiziționa clubul de fotbal Rapid [nefuncțională]

## Moștenirea lui Nati Meir
Deputatul Nati Meir este moștenitorul unei averi uriașe, potrivit propriei declarații de avere din 12 octombrie 2005. Astfel, în conturile acestuia există nu mai puțin de 87.250.000 de dolari. Din această sumă, 86 de milioane de dolari au intrat în octombrie 2005 în două conturi deschise la banca americană Merrill Lynch (46 milioane de dolari) și la banca elvețiană Crédit Suisse (40 milioane de dolari).
Deputatul Nati Meir a anunțat că a moștenit o avere de peste două miliarde de dolari de la o rudă din SUA (nu i-a precizat numele), care a decedat acum 7 ani, și că a intrat deocamdată în posesia a 86 de milioane de dolari.
Deputatul precizează că autoritățile americane l-au căutat vreme de 7 ani, mai întâi în Israel, dar l-au găsit abia în iunie 2005 în România și l-au confirmat drept unic moștenitor abia în septembrie 2005. Meir nu a dovedit până acum că este moștenitorul cuiva, ci doar a arătat unor jurnaliști un document de transfer bancar (swift) de la banca Lloyd Bank din Anglia, care nu este egal cu un act de succesiune.
Restul averii ar fi în proprietatea SUA, dar Meir a anunțat că intenționează să-și revendice toate bunurile moștenite, printre care hoteluri și terenuri în SUA, Africa de Sud și Nigeria. El a adăugat că de recuperarea averii se va ocupa o firmă de avocatură israeliană, dar păstrează secretul asupra numelor avocaților israelieni. Ulterior, a declarat că nu s-au împlinit 7 ani de la moartea rudei lui Meir și că ar mai fi timp pentru o cerere de revendicare.
Sebastian Bodu, președintele Autorității Naționale pentru Administrare Fiscală] (ANAF), a sesizat imediat Oficiul pentru Prevenirea Spălării Banilor (OPSB) cu privire la proveniența banilor care au intrat recent în averea deputatului Nati Meir.
Scandalul legat de moștenirea lui Nati Meir s-a stins repede, iar singurele referiri la aceasta în anul 2006 au fost atunci când Meir a declarat în august 2006 că este interesat de achiziționarea unor instituții de presă centrale și a unei echipei de fotbal, ,,Rapid" sau ,,Steaua". Niciuna dintre aceste achiziții nu s-a finalizat însă.

## Cariera politică
Nati Meir a obținut cetățenia română în anul 1999.
La 27 noiembrie 2003, a fost numit în funcția de consilier pentru probleme de politică externă al președintelui Partidului România Mare, Corneliu Vadim Tudor. El a încercat să schimbe percepția publică internațională despre Partidul România Mare, care era etichetat drept un partid ,,antisemit" și ,,extremist", nu numai prin simpla sa prezență, dar și prin intermedierea angajării de către Corneliu Vadim Tudor a celebrei firme de management electoral ,,Arad Communications" din Israel, care n-a reușit însă să asigure victoria liderului PRM în alegeri.
Nati Meir a fost ales ca deputat de Tulcea în legislatura 2004-2008 din partea Partidului România Mare, dar în iunie 2007 a trecut la Partidul Democrat pe care l-a părăsit după două săptămâni. A fost membru al Comisiei pentru drepturile omului, culte și problemele minorităților naționale.
În februarie 2005, în calitate de deputat PRM a luat poziție publică față de apariția în ziarul ,,Tricolorul" al PRM a unui articol care nega vehement existența Holocaustului evreiesc din România celui de-al doilea Război Mondial și l-a somat pe Corneliu Vadim Tudor să retracteze cele apărute în ziar. A fost exclus imediat din Partidul România Mare de către Corneliu Vadim Tudor și după aceea, a fost deputat independent în Parlamentul României.
,,În urmă cu câteva luni mă gândeam să-mi dau demisia din Parlament, pentru rușinea care era acolo. Stau degeaba, nu fac nimic, iau salariu degeaba. Totul e o ceartă, o bălăcăreală continuă. Până la urmă am renunțat. Am fost la CEDO, am vizitat mai multe penitenciare și am donat televizoare pentru deținuți", afirma Nati Meir în octombrie 2005.
În decembrie 2006 a fost din nou în centrul atenției datorită unui propuneri legislative prin care propunea grațierea colectivă a unor deținuți. Această propunere a dus la un val de revolte în închisorile din România, în care au fost implicate 26 de penitenciare și un număr de peste 6.500 de deținuți.
Pe site-ul Camerei Deputaților, Nati Meir figurează cu un număr de zece inițiative legislative, unele pe tema grațierii pedepselor deținuților condamnați la mai puțin de cinci ani de închisoare. Acestea datează din lunile iunie, august și octombrie 2006, două dintre acestea fiind retrase ulterior de către inițiator. Prin aceste proiecte legislative se dorea acordarea grațierii pentru circa 10.000 de deținuți la 1 ianuarie 2007, respectiv decembrie 2008. Dar, deși proiectul a obținut mai multe avize favorabile, nu a reușit să treacă prin Parlament.
Deputatul a fost acuzat că ar fi încins spiritele prin acel proiect de lege și prin efectuarea de vizite în închisori. Autoritățile au refuzat să cedeze solicitărilor deținuților, iar Meir risca să fie sancționat disciplinar dacă s-ar fi dovedit că a fost implicat nemijlocit în revolta deținuților. O comisie parlamentară a fost constituită și sesizată, urmând să efectueze actele preliminarii.
La începutul lunii mai 2008 deputatul a inițiat un nou proiect de lege privind grațierea. În acest sens el a cerut sprijinul populației pentru a iniția acest proiect. A apărut la posturile DDTV si OTV, a postat mesaje pe Blogul deținutilor  si a inițiat o Petiție Online. Pentru a nu mai fi acuzat ca instigă la revoltă el a solicitat prin comunicate de presă deținuților să nu se revolte Arhivat în 8 ianuarie 2009, la Wayback Machine.. Deputatul a susținut cu înverșunare necesitatea unei asemenea legi întrucât ,,un om închis sau și chiar cel care și-a ispășit pedeapsa este considerat de societate un om mort" a declarat într-o emisiune de la postul DDTV.
În sprijinul deținuților a afirmat în aceeași emisiune că dorește să înființeze o organizație neguvernamentală care să se preocupe atât de consilierea celor închiși si a familiilor acestora cât și reintegrarea celor care au fost eliberați din închisoare. 
Tot în acest sens a anunțat că va finanța o consiliere juridică plătind trei avocați care să îi sprijine pe unii deținuți  Arhivat în 3 decembrie 2008, la Wayback Machine.
Pe 7 octombrie Nati Meir a anunțat înființarea Asociației pentru Coeziune Socială. Până la urmă însă nu s-a înființat o astfel de asociație.
În octombrie 2008, a trimis o scrisoare lui Bogdan Olteanu, președintele Camerei Deputaților din România, anunțându-l că dorește să demisioneze începând cu 1 noiembrie 2008, cu o lună și jumătate înainte de încheierea mandatului, motivele principale fiind postate pe blogul personal: „H.G. nr. 1897/2006, care limitează accesul parlamentarilor în penitenciarele din România; Presiunile care se exercită în Parlament la vot; Creșterea numărului de incidente cu caracter antisemit in România; Protest față de atitudinea Trustului Realitatea-Cațavencu care în ultimii 2 ani nu mi-a acordat niciun drept la replică și mi-a refuzat dreptul la liberă exprimare;” Cu toate că Meir a revenit asupra demisiei 
Demisia însă îi fusese aprobată începând cu 1 noiembrie  după cum rezultă din fișa aflată pe site-ul Camerei Deputaților.
La 22 decembrie 2008, Nati Meir a fost ales Prim-vicepreședinte   al Partidului Popular al Protecției Sociale . Președintele partidului Dan Claudiu Tănăsescu a anunțat că Biroul Permanent a propus și schimbarea denumirii partidului în Partidul Popular al Justiției Sociale, schimbare care nu s-a materializat deoarece la 1 martie 2009 a fost exclus din PPPS.
Deputatul Nati Meir este căsătorit și are patru copii din prima căsătorie și un băiat (Or Meir) din a doua căsătorie.

## Controverse
În 1987, la tribunalul din Tel Aviv a fost găsit vinovat de 80 de cazuri de escrocherie și a fost condamnat la 30 de luni de închisoare.
Pe 10 noiembrie 2003, a fost condamnat la 36 de luni de închisoare cu suspendare și o amendă de un milion de șekalim. Nati Meir a făcut apel cu privire la amendă și Curtea de apel a micșorat amenda la 500.000.
În decembrie 2006, la o zi după ce revolta deținuților s-a încheiat, Procurorii Parchetului de pe lângă Înalta Curte de Casație și Justiție l-au trimis în judecată pe Nati Meir pentru un prejudiciu estimat la 300 de milioane de lei (11.000 $). 
Anterior, dosarul a primit de 3 ori NUP (Neînceperea Urmăririi Penale).
Procurorii spun ca acestă sumă a provenit din niște înregistrări eronate a unor contracte a unor muncitori români care urmau să plece la muncă în Israel.
Nati Meir este acuzat de procurori de fals intelectual și evaziune fiscală prin sustragerea de la plata taxelor și impozitelor, precum și de înșelarea a 129 de persoane cărora le-a promis contracte de muncă în Israel.
Deputatul Nati Meir a declarat mai târziu la postul  DDTV că din 123 muncitori care l-au reclamat 119 si-au primit banii înapoi ceilalți patru nefiind de găsit. Procesul este în continuare pe rol dar se amână din lipsă de martori.
Potrivit procurorilor, Nati Meir, în calitate de asociat unic și administrator al societății SC Orwalsam Trading SRL, „s-a sustras, în perioada 2000-2002, de la plata taxelor și impozitelor, prin omisiunea evidențierii în actele contabile a unor operațiuni comerciale efectuate și a evidențiat cheltuieli care nu au avut la bază operațiuni reale, diminuând astfel cu bună-știință, prin înregistrări inexacte, veniturile societății cu suma de 21.707.393.388 lei vechi."
Procurorii au mai stabilit și că, în perioada 2000-2005, Meir a înșelat, cu ocazia încheierii și executării contractelor de mediere a forței de muncă, 129 de persoane, prin încheierea de contracte de plasare a forței de muncă prin intermediul firmei SC Orwalsam Trading SRL, cu societăți de angajare din Israel, specializate în principal în domeniul construcțiilor civile.
În 20 octombrie 2009 Nati Meir a fost arestat preventiv pentru 29 de zile, de instanța Tribunalului București, fiind acuzat că, în perioada august - octombrie, a înșelat trei persoane, folosind mijloace frauduloase, prin încheierea unor contracte de împrumut prin care urma ca părțile vătămate să fie împrumutate de către acesta cu suma de 942.875 de euro și, respectiv, cu 671.152 de euro, două persoane ipotecându-și imobilele în favoarea sa, drept garanție la împrumuturi.
Tribunalul București a decis, pe 3 martie 2010, condamnarea lui Nati Meir la trei ani de închisoare pentru înșelăciune cu un spor de pedeapsă de un an.
Fostul parlamentar PRM trebuie să execute patru ani de închisoare. El a fost acuzat pentru înșelarea mai multor persoane cărora le promisese locuri de muncă în Israel.
A fost eliberat condiționat în aprilie 2011.
Pe data de 28 Februarie 2014 Nati Meir a fost condamnat definitiv în dosarul 820/44/2012 la 4 ani de închisoare cu executare. În această cauză a fost acuzat de procurorii DNA, că ar fi pretins 50.000 €, respectiv 65.000 € de la mai mulți denunțători, pentru a-și exercita pretinsa influență pe lângă mai mulți judecători, astfel ca denunțătorii să fie eliberați din arestul preventiv și să fie condamnați la pedepse cu suspendare. Fiul său a fost prins în flagrant delict, primind suma de 20.000 € de la unul dintre denunțători, tranșă din suma totală pretinsă.
În martie 2016, Nati Meir a fost eliberat din detenție.